# Riccardo Cocciante
Riccardo Cocciante (Indokína, Saigon, 1946. február 20.) olasz énekes, aki a francia nyelvterületen Richard Cocciante néven is ismert.

## Élete
Riccardo anyja francia, apja olasz volt. Iskolai tanulmányait már Rómában végezte el. 1976 óta ismert a zene világában, énekesként és dalszövegíróként. Több népszerű francia musicalnek szerezte a zenéjét. 1991-ben megnyerte a Sanremói Dalfesztivált a Se stiamo insieme című, Sarah Jane Morrisszal közösen előadott dalával.
1998-ban vált valóra álma, hogy musicalt írjon: a Notre-Dame de Paris-t, a Rómeó és Júlia francia változatát, Luc Plamondonnal közösen. A mű sikeres lett, lemezváltozatából több mint 10 milliót adtak el.

## Lemezei
- 1972 - Mu
- 1973 - Poesia
- 1974 - Anima
- 1975 - L'alba
- 1976 - Concerto per Margherita
- 1978 - Riccardo Cocciante (album)
- 1979 - …E io canto
- 1980 - Cervo a primavera
- 1981 - Q Concert
- 1982 - Cocciante
- 1983 - Sincerità
- 1985 - Il mare dei papaveri
- 1986 - Quando si vuole bene
- 1988 - La grande avventura
- 1988 - Viva!
- 1991 - Cocciante (Se stiamo insieme-ként közismert)
- 1993 - Eventi e mutamenti
- 1994 - Il mio nome è Riccardo
- 1994 - Un uomo felice
- 1997 - Innamorato
- 1998 - Istantanea
- 2001 - Notre-Dame de Paris
- 2002 - Notre-dame de Paris live Arena di Verona
- 2005 - Songs
- 2006 - Tutti i miei sogni
- 2007 - Giulietta e Romeo